# Ђорђије Лашић
Ђорђије Лашић (Лијева Ријека, 5. мај 1906 — Подгорица, 5. мај 1944) био је генералштабни мајор Југословенске краљевске војске. Током Другог свјетског рата, прво је учествовао у Тринаестојулском устанку као један од савјетника устаничких снага, а касније је као четник сарађивао са силама Осовине до своје смрти 1944.

## Биографија
Завршио је Војну академију у 52. класи. Касније је завршио Вишу школу Војне академије и генералштабну припрему. У чин генералштабног мајора унапријеђен је у априлу 1940. године. Априла 1941. године ратни распоред га је затекао на положају начелника штаба Дравске дивизије у Словенији. Успио је да избјегне заробљавање у Априлском рату и склонио се на подручје Лијеве Ријеке код Подгорице.
Почетком јуна 1941. године састао са осталим официрима краљевске југословенске војске да разговарају акције против окупатора осовине у Црној Гори. Организација пуковника Драгољуба Михаиловића је још у јуну покушала да ступи у везу са официрима бивше Југословенске војске. Мајор Жарко Тодоровић Валтер је послао Војислава Лукачевића да се повеже са Бајом Станишићем и Ђорђијем Лашићем. Међутим, у Црној Гори је 13. јула избио устанак, па се Лукачевић вратио необављеног посла.
У припремама за устанак у Црној Гори, КПЈ се повезала са активним и резервним официрима бивше Југословенске војске, јер се у редовима устаника налазио велики број омладине која није знала да рукује ватреним оружјем. Тако је Лашић постао члан Војног комитета МК КПЈ Андријевица. Када је квислиншке албанске јединице кренуле да се концентришу према ослобођеној територији, Лашић је кооптиран у Среску војну команду. Лашић је често иступао против комунистичког вођства устанка. Ни само вођство устанка није имало илузију у дуготрајност сарадње са Лашићем, али покушавали су да не заоштравају односе са њим док устаници не ослободе Плав и Гусиње. Када је италијанска војска почела своју офанзиву на устанике, Лашић је 4. августа напустио своје место у среској команди и придружио се антикомунистичкој групи Љуба Вуксановића која се противила даљем устанку. Послије повлачења партизана из Берана и Андријевице почетком августа, Лашић је био члан делегације послате да дочека италијанску војску. Већ 5. септембра Лашић је у Лијевој Ријеци одржао збор грађана на ком је позивао на обрачун са устаницима.
Лашић отишао на Равну гору у Србији да испуни четничког вође Драже Михаиловића. Михаиловић је поставио Лашића за команданта четника у Старој Црној Гори, а капетана Павла Ђуришића у Санџаку. У Лијевој Ријеци Лашић је крајем новембра основао прву четничку војну организацију у Црној Гори, а почетком децембра Љеворечки батаљон, прву четничку јединицу у Црној Гори. Његов штаб се налазио у селу Ками, свега 500 метара од италијанског гарнизона. Михаиловић је у својим инструкцијама Лашићу и Ђуришићу До средине јануара 1942. те јединице биле у оружаном сукобу са партизанима. Лашић је теже рањен у сукобу са партизанима код Матешева. На дужности га је замењивао капетан Андрија Весковић.
Појавом организације Баја Станишића Лашићева и Весковићева надлежност је ограничена на Санџак, сјеверни и сјевероисточни дио Црне Горе. Лашић је са Станишићем и Ђуришићем, присуствовао конференцији четничке омладине у Шаховићима. Послије пораза четника у бици на Неретви, Михаиловић је сменио Станишића са мјеста команданта Голијског сектора и поставио на то мјесто Лашића, који од свог рањавања није имао никакву војничку дужност. Станишић није лако прихватио своју смјену и зато је ушао у лични сукоб са Лашићем и Михаиловићем. Лашић је добио задатак за заустави напредовање партизана према Црној Гори, али без успјеха. После савјетовања четника у Подгорици 29. априла одлучено је да се Станишићу врати команда, док је Лашић повучен и постављен за начелника Ђукановићевог штаба.
Нијемци су на почетку операције Шварц приступили разоружању четника у Црној Гори и Херцеговини, не наишавши на њихов отпор. Лашић је посјетио италијанског команданта затраживши да Нијемци пусте Ђуришића и његове четнике или да их барем предају Италијанима, али од тога није било ништа. Послије њемачког интернирања Ђуришићевих четника, Лашић се као најстарији официр на том терену, ставио на чело разбијених четничких група које су се налазиле на Ђуришићевом подручју. Лашић је због личних разлога био неповерљив према Ђуришићу и његовим четницима. Група Ђуришићевих официра, на челу са мајором Рудолфом Перхинеком, затражила је од Михаиловића да им пошаље другог команданта, па је он за команданта Лимско-санџачких четничких одреда постави Војислава Лукачевића. До састанка Лашића и Лукачевића је дошло 12. јула у Ровцима. Њих двојица се нису сложили у многим питањима и Лашић је сматрао Лукачевићев долазак као мешање у рад на свом терену. Послије савезничког искрцавања на Сицилију, Михаиловић је, предосјећајући да ће доћи и до искрцавања на Балкан, поставио Лашића за команданта Источног фронта, препуштајући му команду и на Лукачевићевој територији (Старом Расу, тј. Санџаку) када дође вријеме за то. Дио четника није прихватио Лашића за свог команданта, па су се отцијепили и прикључили Лукачевићу.
Заједно са Нијемцима учествовао је у операцији Бура од 27. фебруара до 4. марта 1944. Лашић је убијен 5. маја 1944. године током бомбардовања Подгорице од стране Савезника.

## Галерија
- Ђорђије Лашић (први здесна) са шефом њемачке управе за Црну Гору пуковником Хајнкеом (трећи здесна) и Јаковом Јововићем (други слева)